# Чиканья
Чиканья (італ. Cicagna, ліг. Cicagna) — муніципалітет в Італії, у регіоні Лігурія,  метрополійне місто Генуя.
Чиканья розташована на відстані близько 390 км на північний захід від Рима, 25 км на схід від Генуї.
Населення — 2526 осіб (2014).

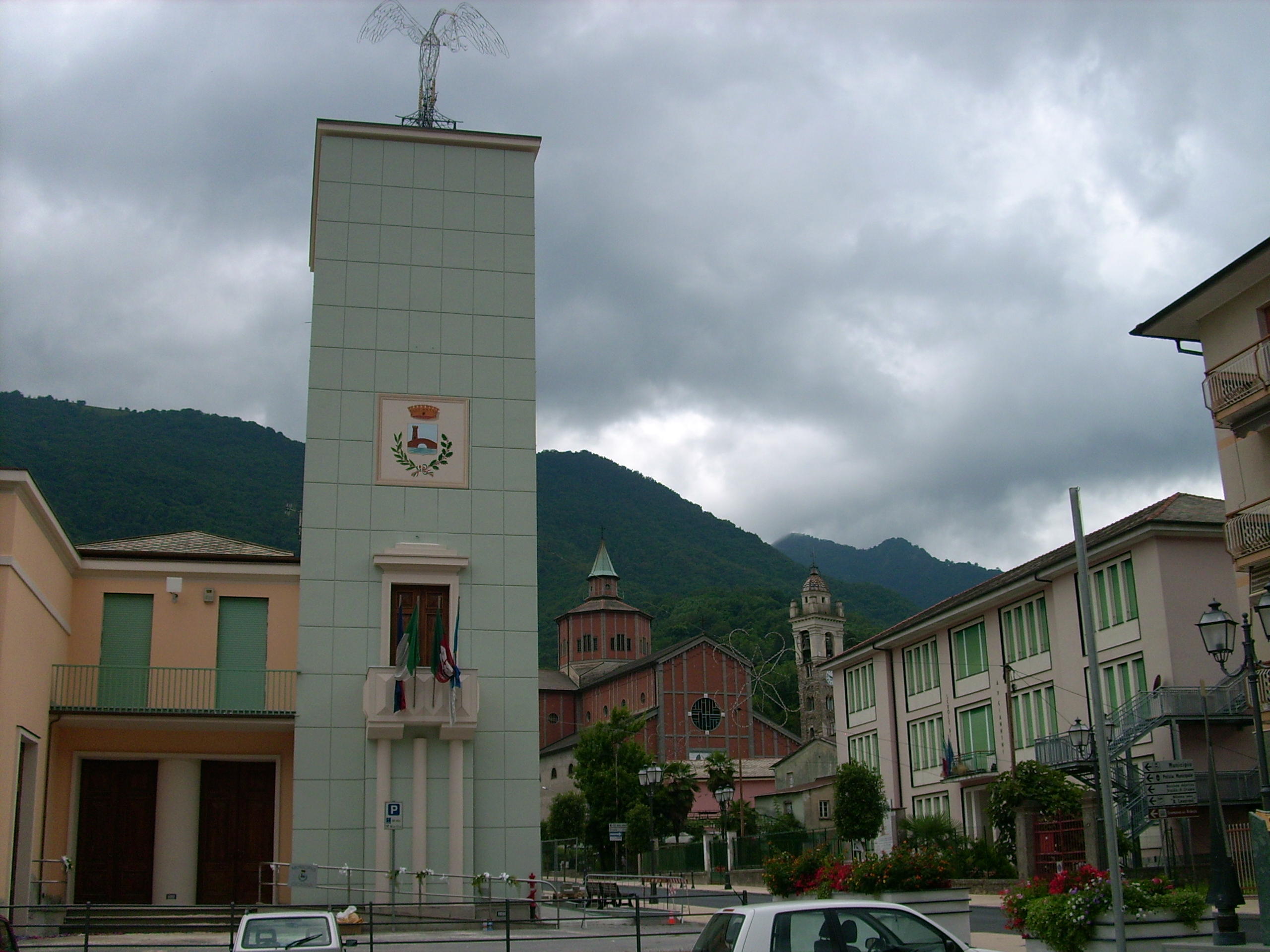

Щорічний фестиваль відбувається 24 червня. Покровитель — san Giovanni Battista.

## Демографія
Населення за роками:

Станом на 1 січня 2023 року в муніципалітеті офіційно проживали 174 іноземці з 23 країн, серед них 27 громадян країн Євросоюзу та 2 громадяни України.

## Сусідні муніципалітети
- Корелья-Лігуре
- Лорсіка
- Моконезі
- Ореро
- Рапалло
- Трибонья